# Easy (Baby K)
Easy è un singolo della cantautrice italiana Baby K, pubblicato il 7 ottobre 2022.

## Descrizione
Il brano, scritto e composto da Baby K, Congorock, Federica Abbate e Jacopo Èt, La rapper ha raccontato il significato del brano:
(Baby K a Rolling Stone Italia)

## Accoglienza
Fabio Fiume di All Music Italia assegna al brano un punteggio di 6.5 su 10, scrivendo che la cantante «pian piano alzando l’asticella» rispetto alle sue precedenti produzioni, trovando la base della canzone «costante» e «noiosetta» dove tuttavia il testo da «prova di diverso colore rispetto a quello a cui ci ha abituato».
Meno entusiasta Gabriele Fazio dell'Agenzia Giornalistica Italia che descrive il brano «inutile» e «noioso» trovandolo «talmente easy che uno si chiede chi può mai essere così easy da trovare interessante una roba del genere».

## Video musicale
Il video musicale del brano, diretto da Mattia Benetti, è stato pubblicato sul canale YouTube della cantante il 13 ottobre 2022.

## Tracce
Testi e musiche di Baby K, Congorock, Federica Abbate e Jacopo Èt.
1. Easy – 2:59